# Myzostoma circinatum
Myzostoma circinatum is een ringworm uit de familie Myzostomatidae.
Myzostoma circinatum werd in 1897 voor het eerst wetenschappelijk beschreven door Wheeler.